# Aphelandra storkii
Aphelandra storkii är en akantusväxtart som beskrevs av Emery Clarence Leonard. Aphelandra storkii ingår i släktet Aphelandra och familjen akantusväxter. Inga underarter finns listade i Catalogue of Life.